# 短頭袋七鰓鰻
短頭袋七鰓鰻（學名：Mordacia mordax），為圓口綱七鰓鰻目袋七鰓鰻科袋七鰓鰻屬的一種，分布於澳洲東南部海域、半鹹水及淡水，本魚成熟雄魚具有大的喉囊，喉囊從口盤後部延伸至鰓區末端；軀幹肌節84-96；口上板，2個三角形口上板，每片有3顆單尖牙，每個尖端一顆；口下板，有7-9顆大小不一的單尖牙，橫舌板W形，有單尖齒29顆，中尖齒及2顆近端尖齒稍擴大；縱向舌板間斷呈J形，每片具有數目不定的單尖齒，背面為棕灰色，腹面為銀色，尾鰭鏟狀，體長可達50公分，生命期分成3個階段，幼魚棲息在水質清澈、沙泥底質的溪流，以矽藻及有機碎屑為食，幼魚時期約3年半，新變態的成年個體會進入海洋，吸附在其他魚類身上，吸食血液，繁殖期時，洄游至河川，交配產卵後死亡。